# 鈴木亭 (富山県・和菓子)
鈴木亭（すずきてい）は、富山県の老舗和菓子店。慶応2年（1866年）創業。代表銘柄は杢目羊羹。
越中（現・富山県）出身の茂助は江戸の銘店鈴木越後で15年修業を行い、「鈴木亭」の屋号を名乗る許可と「三つ鱗の商紋」を賜り、越中に戻って鈴木亭を開業した。
開業にあたって、茂助は客が目を見張るような羊羹を目玉商品として富山の自然を菓子で表現した‐立山杉の木目模様を取り込んだ‐羊羹を試行錯誤して生み出し、これが杢目羊羹となった。
杢目羊羹はどこを切っても年輪模様が現れ、その製法は特許を取得していると共に門外不出である。小豆で赤みがかった茶色の部分を、白インゲン豆で白い部分の模様を作っている。糸寒天を2つの鍋に熱し、それぞれの豆のこしあんをそれぞれの鍋に加えて、水あめを入れて混ぜる。この2種類の材料を容器へ充填することで作られる。

## 賞歴
杢目羊羹
- 第19回全国菓子大博覧会（1977年） - 名誉総裁賞
- 第21回全国菓子大博覧会（松江菓子博）（1989年） - 名誉総裁賞